# Concubina Perfumada
La Concubina Perfumada (en chino, 香妃; pinyin, Xiāng Fēi; Wade-Giles, Hsiang Fei; en uigur: Ипархан, romanizado: Iparxan), es una figura de la leyenda china que fue tomada como consorte por el emperador Qianlong de la dinastía Qing en el siglo XVIII. Aunque se cree que las historias sobre ella son míticas, pueden estar basadas en una concubina del oeste de China que entró en el hougong imperial en 1760, y recibió el título de «Consorte Imperial Rong» (容妃; Róng Fēi). Los relatos chinos de la etnia han y de la uigur de la leyenda de la «Concubina Perfumada» divergen enormemente, y su experiencia representa un poderoso símbolo para ambas figuras. La historia se hizo muy popular a principios del siglo XX y desde entonces ha sido adaptada en varias obras de teatro, películas y libros.

## Leyenda china

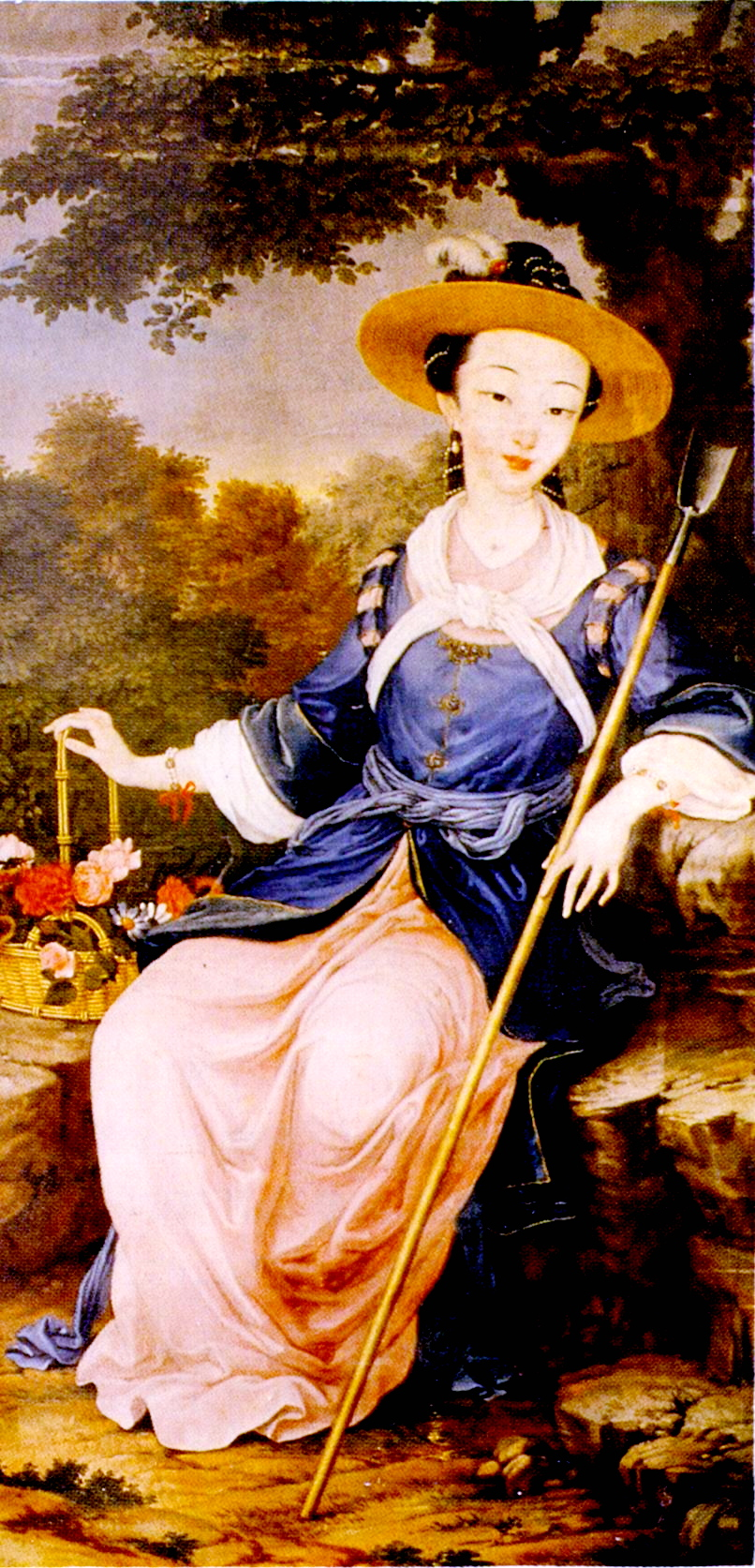
La «Concubina Perfumada» con vestido occidental.

Aunque los relatos varían en algunos detalles, la historia básica entre los chinos han relata el descubrimiento por el emperador Qianlong de una mujer uigur llamada Iparhan («Mujer almizclada»), nieta de Afaq Khoja, un líder local en la ciudad oasis de Kasgar. Incluso más notable que su belleza era el olor que su cuerpo producía de forma natural; cautivado, el emperador la buscó como una Consorte Imperial para su hougong. Fue obsequiada al emperador y escoltada cuidadosamente hasta el palacio imperial de Pekín, lavándose todos los días en la carretera con leche de camello para conservar su misteriosa fragancia.
A su llegada al palacio imperial, la «Concubina Perfumada» recibió un jardín y una lujosa habitación como signo de la devoción del Emperador Qianlong. Enferma y angustiada por su hogar, permaneció desconsolada mientras el emperador se esforzaba cada vez más por recrear su lejano pueblo, construyéndole una mezquita, un oasis en miniatura y un bazar frente a sus ventanas en un esfuerzo por traerle felicidad. Finalmente ella cedió y llegó a amarlo cuando él envió mensajeros a Kasgar para que regresaran con un árbol azufaifo que daba frutos de oro, y se convirtió en la querida consorte del emperador hasta su muerte. Símbolo duradero de la unidad y la reconciliación nacional, su cuerpo fue llevado de vuelta a su hogar de Kasgar, donde ahora está sepultada, en una procesión de 120 portadores en un viaje que duró más de tres años.

## Leyenda uigur

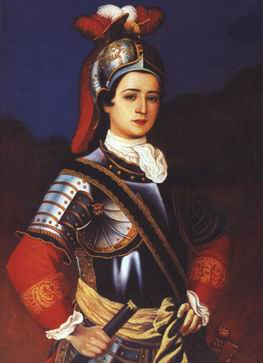
La «Concubina Perfumada» con armadura.

Las representaciones uigures contemporáneas de la leyenda son considerablemente menos románticas. Ella era la hija del gobernante del Kanato de Yarkand y su nombre era Nur Ela Nurhan. Llevada al palacio imperial de Pekín por el emperador de Qianlong, ella se armó con dagas bajo las mangas, en guardia contra los odiados avances del emperador, hasta que finalmente fue envenenada.

## El mausoleo de Apak Khoja y la Concubina Perfumada

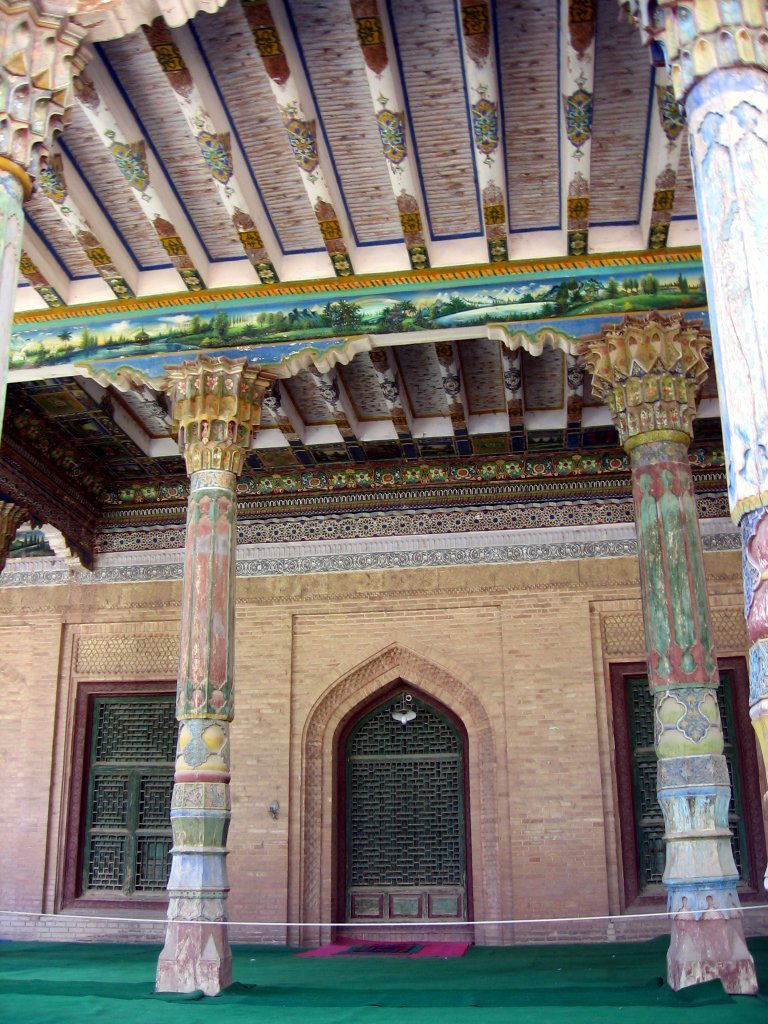
La entrada al mausoleo de Afaq Khoja.

El mausoleo de Afaq Khoja, situado en las afueras de Kasgar, fue construido en 1640 y, además de abarcar un complejo mayor que incluye una mezquita y una madrasa en funcionamiento, alberga los ataúdes de cinco generaciones de la familia Afak Khoja, incluido lo que supuestamente es el cuerpo de la «Concubina Fragante». De hecho, la verdadera «Consorte Imperial Rong» murió enferma el 24 de mayo de 1788 y fue enterrada en una tumba imperial en Pekín; la leyenda de la «Concubina Perfumada» se asoció por primera vez estrechamente con la tumba de Kasgar a finales del siglo XIX, y desde entonces la conexión ha sido oficialmente establecida y respaldada a través de una proliferación de signos y visitas guiadas.

## Ficción

### En literatura
- La Concubina Perfumada es el personaje de título de Hsiang Fei: A Love Story of the Emperor Ch’ien Lung, una noveleta de Nellie Yu Roung Ling publicada en 1930.
- El personaje de «Princesa Fragrance» dae Jin Yong de la novela The Book and the Sword está inspirado en la narración de la vida de la «Concubina Perfumada».
- La concubina también apareció como el personaje de Han Xiang en la serie de televisión My Fair Princess, basada en la novela con el mismo título escrita por Chung Yao.

### En televisión
- Interpretado por Liu Dan en My Fair Princess (1998)
- Interpretado por Madina Memet en New My Fair Princess (2011)
- Princesa fragante (2015)[5]
- Interpretado por Jenny Zhang en Story of Yanxi Palace (2018)
- Interpretado por Li Qin en el Ruyi's Royal Love in the Palace (2018)

### En otros medios
- Princess Xiang Fei (香妃傳 Xiāng Fēi Zhuàn; Kō Hi Den), op. 34, es una obra de danza en tres actos del compositor taiwanés Koh Bunya (Chiang Wen-yeh)..